# Gafarró citrí
El gafarró citrí (Crithagra flaviventris) és un ocell de la família dels fringíl·lids (Fringillidae).

## Hàbitat i distribució
Habita zones àrides amb matolls al sud-oest d'Angola, Namíbia, sud-oest de Botswana i Sud-àfrica.